# Without Me
«Without Me» (укр. Без мене) — пісня американського репера Емінема, вийшла як лід-сингл з його четвертого студійного альбому The Eminem Show 15 травня 2002 року. У 2005 році пісня увійшла в альбом-збірку найкращих хітів Емінема Curtain Call: The Hits. «Without Me» — один із найуспішніших синглів Емінема. У США «Without Me» піднявся до другої позиції в чартах і став першим у багатьох країнах світу.

## Зміст
З цією піснею Eminem повернувся після попереднього, успішного альбому The Marshall Mathers LP. «Without Me» є продовженням його головного синглу «The Real Slim Shady». Основна ідея пісні полягає в тому, що Eminem повернувся для того, щоб урятувати світ, так була показана його роль не тільки в музичній індустрії, а й у культурі загалом.
У пісні Eminem висміяв багатьох людей, які з різних причин не догодили йому: тодішнього віце-президента Діка Чейні, його дружину Лінн, Федеральне агентство зв'язку, телеканал MTV, співаків Кріса Кіркпатріка та Moby, групу Limp Bizkit. Eminem порівнює себе з Елвісом Преслі, білою людиною, яка також досягла величезного успіху в області, де раніше завжди переважали чорні. Також розповідається про позови до його матері за зміст пісні «My Name Is».
Початок пісні - «Obie Trice, real name, no gimmicks» - семплює пісню «Rap Name» Обі Трайса з альбому 8 Миля, наступні рядки - "Two trailer park girls go round the outside» - взяті з пісні «Buffalo Gals» Малкольма Макларена, а другий куплет містить семпл із початку пісні «The Real Slim Shady».
Текст пісні в чистій версії альбому піддався цензурі, зокрема, «This shit's about to get heavy» замінено на «This is about to get heavy», а «Fuck that, cum on your lips, and some on your tits» на «Jump back, jiggle your hips and wiggle a bit». Слово «fag» замінено на «Stan», коли йдеться про Moby - це відсилання до пісні з альбому The Marshall Mathers LP.

## Позиції в чартах та нагороди
«Without Me» - одна з найуспішніших пісень, які випускав Eminem. Ця пісня досягла першої позиції в чартах багатьох країн, включаючи Велику Британію, Австралію, Ірландію та Нову Зеландію на 7 тижнів.
На 45-й церемонії «Греммі» «Without Me» була номінована в категорії «Запис року», але поступилася пісні «Don't Know Why» Нори Джонс. Eminem вперше номінувався на «Греммі» у такій престижній категорії. Крім цього пісня була номінована в категорії «Найкраще чоловіче реп-виконання», але також поступилася пісні «Hot in Herre» у виконанні Nelly.
У 2009 році пісня потрапила до «Списку найбільших пісень 2000-х» на 251-е місце за версією Pitchfork.
У Великобританії пісня стала 69-ю серед найбільш продаваних у період 2000-х.
У 2012 році журнал Billboard склав список 30 кращих пісень, яких записав Eminem (англ. Eminem's 30 Biggest Billboard Hits). У ньому «Without Me» зайняла четверте місце.

## Відеокліп
Відеокліп на пісню складається з різних сцен, обіграних навколо того, як Eminem та Dr. Dre, які пародують персонажів коміксів Бетмена, Робіна і Блейда, намагаються врятувати хлопчика, який придбав альбом The Eminem Show з етикеткою «Увага, ненормативна лексика» (англ. Parental Advisory). Наприкінці кліпу вони потрапляють до цього хлопчика, причому Eminem робить це через вікно, піднявшись по стіні будівлі, а Dr. Dre через двері. Далі Eminem відбирає диск у хлопчика, вказуючи йому на етикетку на диску.
Кліп був удостоєний премії «Греммі» 2003 року в номінації «Кращий короткий відеокліп».
На MTV Video Music Awards кліп переміг у номінаціях "Кліп року" (англ. Video of the Year), «Кращий чоловічий кліп» (англ. Best Male Video), «Кращий реп-кліп» (англ. Best Rap Video) Джозеф Кан отримав нагороду «Кращий режисер» (англ. Best Direction). Кліп також був номінований на «Найкращий монтаж» (англ. Best Editing) та «Вибір глядачів» (англ. Viewer’s Choice).
Фрагменти кліпу «Without Me» можна побачити в кліпах інших виконавців: «In da Club» - 50 Cent, «I Know You Don't Love Me» - Tony Yayo і «I Need a Doctor» - Dr. Dre.
У 2020 році кліп набрав понад мільярд переглядів на відеохостингу YouTube.
Станом на квітень 2023 року музичне відео має понад 1,6 мільярда переглядів.

## Список композицій
Європейський CD-сингл
| #     | Назва                                                          | Автор                                                                            | Продюсер(и)                              | Тривалість |
| ----- | -------------------------------------------------------------- | -------------------------------------------------------------------------------- | ---------------------------------------- | ---------- |
| 1.    | «Without Me»                                                   | Marshall Mathers Jeffrey Bass Kevin Bell Anne Dudley Malcolm McLaren Trevor Horn | Eminem Jeff Bass (спів.) DJ Head (спів.) | 4:53       |
| 2.    | «The Way I Am» (Danny Lohner remix) (за участю Marilyn Manson) | Mathers                                                                          | Eminem                                   | 4:59       |
| 3.    | «Without Me» (acapella)                                        | Mathers Bass Bell Dudley McLaren Horn                                            | Eminem Bass (спів.) DJ Head (спів.)      | 4:53       |
| 4.    | «Without Me» (instrumental)                                    | Mathers Bass Bell Dudley McLaren Horn                                            | Eminem Bass (спів.) DJ Head (спів.)      | 4:53       |
| 19:38 |                                                                |                                                                                  |                                          |            |

Британський CD-сингл
| #     | Назва                                                          | Автор                                                                            | Продюсер(и)                              | Тривалість |
| ----- | -------------------------------------------------------------- | -------------------------------------------------------------------------------- | ---------------------------------------- | ---------- |
| 1.    | «Without Me»                                                   | Marshall Mathers Jeffrey Bass Kevin Bell Anne Dudley Malcolm McLaren Trevor Horn | Eminem Jeff Bass (спів.) DJ Head (спів.) | 4:53       |
| 2.    | «The Way I Am» (Danny Lohner remix) (за участю Marilyn Manson) | Mathers                                                                          | Eminem                                   | 4:59       |
| 3.    | «Without Me» (instrumental)                                    | Mathers Bass Bell Dudley McLaren Horn                                            | Eminem Bass (спів.) DJ Head (спів.)      | 4:53       |
| 14:45 |                                                                |                                                                                  |                                          |            |

Австралійський CD-сингл
| #     | Назва                                                          | Автор                                                                            | Продюсер(и)                              | Тривалість |
| ----- | -------------------------------------------------------------- | -------------------------------------------------------------------------------- | ---------------------------------------- | ---------- |
| 1.    | «Without Me»                                                   | Marshall Mathers Jeffrey Bass Kevin Bell Anne Dudley Malcolm McLaren Trevor Horn | Eminem Jeff Bass (спів.) DJ Head (спів.) | 4:53       |
| 2.    | «The Way I Am» (Danny Lohner remix (за участю Marilyn Manson)) | Mathers                                                                          | Eminem                                   | 4:59       |
| 3.    | «Without Me» (acapella)                                        | Mathers Bass Bell Dudley McLaren Horn                                            | Eminem Bass (спів.) DJ Head (спів.)      | 4:53       |
| 4.    | «Without Me» (instrumental)                                    | Mathers Bass Bell Dudley McLaren Horn                                            | Eminem Bass (спів.) DJ Head (спів.)      | 4:53       |
| 5.    | «Say What You Say» (за участю Dr. Dre)                         | Mathers Andre Young Theron Feemster Mike Elizondo                                | Dr. Dre                                  | 5:09       |
| 6.    | «Without Me» (video)                                           | Mathers Bass Bell Dudley McLaren Horn                                            | Eminem Bass (спів.) DJ Head (спів.)      | 4:53       |
| 29:40 |                                                                |                                                                                  |                                          |            |

## Чарти
| Чарт (2002)                               | Найвища позиція |
| ----------------------------------------- | --------------- |
| Австралія (ARIA)                          | 1               |
| Австралія (ARIA) Urban Singles            | 1               |
| Австрія (Ö3 Austria Top 75)               | 1               |
| Бельгія (Ultratop Flanders)               | 2               |
| Бельгія (Ultratop Wallonia)               | 1               |
| Croatia (HRT)                             | 1               |
| Czech Republic (IFPI)                     | 5               |
| Данія (Tracklisten)                       | 1               |
| Europe (European Hot 100)                 | 1               |
| Фінляндія (Suomen virallinen lista)       | 2               |
| Франція (SNEP)                            | 3               |
| Німеччина (Media Control AG)              | 1               |
| Greece (IFPI)                             | 6               |
| Hungary (Mahasz)                          | 2               |
| Ірландія (IRMA)                           | 1               |
| Італія (FIMI)                             | 2               |
| Нідерланди (Dutch Top 40)                 | 1               |
| Нідерланди (Mega Single Top 100)          | 1               |
| Нова Зеландія (RIANZ)                     | 1               |
| Норвегія (VG-lista)                       | 1               |
| Шотландія (Official Charts Company)       | 1               |
| Іспанія (PROMUSICAE)                      | 2               |
| Швеція (Sverigetopplistan)                | 1               |
| Швейцарія (Media Control AG)              | 1               |
| Велика Британія (Official Charts Company) | 1               |
| Велика Британія (UK R&B Chart)            | 1               |
| США (Billboard Hot 100)                   | 2               |
| США (Alternative Songs) (Billboard)       | 15              |
| США (Hot R&B/Hip-Hop Songs) (Billboard)   | 13              |
| США (Rap Songs) (Billboard)               | 5               |
| США (Mainstream Top 40) (Billboard)       | 1               |
| США (Rhythmic) (Billboard)                | 1               |

## Нагороди
| Рік  | Орагнізація                  | Нагорода                       | Результат |
| ---- | ---------------------------- | ------------------------------ | --------- |
| 2002 | MTV Video Music Awards       | Video of the Year              | Перемога  |
| 2002 | MTV Video Music Awards       | Best Male Video                | Перемога  |
| 2002 | MTV Video Music Awards       | Best Rap Video                 | Перемога  |
| 2002 | MTV Video Music Awards       | Best Direction                 | Перемога  |
| 2002 | MTV Video Music Awards       | Best Editing                   | Номінація |
| 2002 | MTV Video Music Awards       | Viewer's Choice Award          | Номінація |
| 2002 | MTV Europe Music Awards      | Best Video                     | Номінація |
| 2003 | Grammy Awards                | Record of the Year             | Номінація |
| 2003 | Grammy Awards                | Best Male Rap Solo Performance | Номінація |
| 2003 | Grammy Awards                | Best Music Video               | Перемога  |
| 2003 | Detroit Music Awards         | Outstanding National Single    | Номінація |
| 2003 | MTV Video Music Awards Japan | Video of the Year              | Номінація |
| 2003 | MTV Video Music Awards Japan | Best Male Video                | Номінація |
| 2003 | MTV Video Music Awards Japan | Best Hip-Hop Video             | Номінація |
| 2003 | MTV Asia Awards              | Favorite Video                 | Номінація |
| 2003 | Mnet Music Video Festival    | Best International Artist      | Перемога  |